# Prvenstvo Zagrebačkog nogometnog podsaveza 1930./31.

Prvenstvo Zagrebačkog nogometnog podsaveza 1930./31. bilo je dvanaesto po redu nogometno prvenstveno natjecanje u organizaciji Zagrebačkog nogometnog podsaveza. Natjecanje je započelo 10. listopada 1930. godine, a završilo 17. svibnja 1931. godine. Prvakom je postao Viktorija nakon što je u posljednjoj utakmici odigranoj 17. svibnja 1931. godine pobijedio Željezničar 3:0.

## Natjecateljski sustav
U I. razredu igralo je 8 momčadi dvokružnim natjecateljskim sustavom. Nakon trećeg proljetnog kola 1. razreda, tri prvoplasirana kluba na tablici nastavila su prednatjecanje za državno prvenstvo, dok su ostali klubovi nastupili u prvenstvu Zagreba 1. razreda. Nastavljeno je prvenstvo 1. razreda i prebrojane su utakmice jesenskog dijela prvenstva, dok su sve utakmice ekipa koje su išle na nastup u nacionalnim ligama otkazane sukladno odluci U.O. J.N.S. Prvakom Zagrebačkog nogometnog podsaveza postala je momčad s najviše sakupljenih bodova nakon dvokružnog natjecateljskog sustava (pobjeda = 2 boda, neodlučeno = 1 bod, poraz = bez bodova).

## 1. razred

### Rezultati
(nepotpuni popis rezultata)
Jesenski dio:
05.10.1930. HAŠK – Sokol 4:0, Grafičar – Šparta 2:0, Građanski – Željezničar 2:0
12.10.1930. Željezničar – Grafičar 3:3, Građanski – Viktorija 1:0, HAŠK – Šparta 9:0
19.10.1930. Građanski – Sokol 3:1, Željezničar – Viktorija 4:0, HAŠK – Grafičar 2:2
23.11.1930. Građanski – Grafičar 2:1, Željezničar – Šparta 3:0, Viktorija – Sokol 2:0
30.11.1930. Sokol – Grafičar 1:0, Viktorija – Šparta 2:0, Concordia – Željezničar 3:0, HAŠK – Građanski 6:4
07.12.1930. Viktorija – Grafičar 5:0, Građanski – Concordia 4:0, HAŠK – Željezničar 6:4
14.12.1930. HAŠK – Viktorija 3:0, Građanski – Šparta 3:0, Željezničar – Sokol 3:1, Concordia – Grafičar 4:2
21.12.1930. Sokol-Šparta 0:0
28.12.1930. Concordia – Sokol 1:1
11.01.1931. HAŠK – Concordia 3:2
18.01.1931. Concordia – Viktorija 2:1
Proljetni dio:
01.03.1931. Sokol – Grafičar 2:0 (poništeno), Concordia – Viktorija 1:0, HAŠK – Šparta 3:0. 
08.03.1931. HAŠK-Sokol 2:1
22.03.1931. HAŠK – Viktorija 1:1, Željezničar – Grafičar 3:1, Sokol – Šparta 3:0, Građanski – Concordia 5:1 
29.03.1931. Željezničar – Concordia 3:2, Šparta – Grafičar 4:0, Građanski – Viktorija 2:0 
26.04.1931. Viktorija – Šparta 6:0, Željezničar – Sokol 6:1 
03.05.1931. Viktorija – Grafičar 8:1, Željezničar – Šparta 2:2 
10.05.1931. Viktorija – Sokol 2:0
17.05.1931. Viktorija – Željezničar 3:0, Sokol – Grafičar 0:0 (nova)

Nakon trećeg proljetnog kola:
| rezultatska križaljka | HAŠ | GRA | CON | ŽEL | SOK | VIK | GRF | ŠPA |
| --------------------- | --- | --- | --- | --- | --- | --- | --- | --- |
| HAŠK                  | HAŠ | 6:4 | 3:2 | 6:4 | 4:0 | 3:0 | 2:2 | 9:0 |
| Građanski             |     | GRA | 4:0 | 2:0 | 3:1 | 1:0 | 2:1 | 3:0 |
| Concordia             |     | 1:5 | CON | 3:0 | 1:1 | 2:1 | 4:2 | ?   |
| Željezničar           |     |     | 3:2 | ŽEL | 3:1 | 4:0 | 3:3 | 3:0 |
| Sokol                 | 1:2 |     |     |     | SOK | 0:2 | 1:0 | 0:0 |
| Viktorija             | 1:1 | 0:2 | 0:1 |     |     | VIK | 5:0 | 2:0 |
| Grafičar              |     |     |     | 1:3 | 0:2 |     | GRF | 2:0 |
| Šparta                | 0:3 |     |     |     | 0:3 |     | 4:0 | SPA |

### Ljestvica nakon trećeg proljetnog kola
| mj | naziv kluba | uta | pob | neo | izg | pop | pri | bod |
| -- | ----------- | --- | --- | --- | --- | --- | --- | --- |
| 1. | HAŠK        | 10  | 8   | 2   | 0   | 39  | 14  | 18  |
| 2. | Građanski   | 9   | 8   | 0   | 1   | 26  | 9   | 16  |
| 3. | Concordia   | 9+  | 4+  | 1   | 4   | 16+ | 19+ | 9+  |
| 4. | Željezničar | 8   | 5   | 1   | 3   | 23  | 18  | 11  |
| 5. | Sokol       | 10  | 3   | 2   | 5   | 10  | 15  | 8   |
| 6. | Viktorija   | 9   | 3   | 1   | 6   | 11  | 14  | 7   |
| 7. | Grafičar    | 10  | 1   | 2   | 7   | 11  | 26  | 4   |
| 8. | Šparta      | 9+  | 1   | 1   | 7+  | 4+  | 25+ | 3   |

- HAŠK, Građanski i Concordia plasirali su se u jednu od skupina prednatjecanja za državno prvenstvo, a Željezničar, Sokol, Viktorija, Grafičar, Šparta nastavio utakmice u prvenstvu Zagreba 1. razreda.

Rezultat utakmice Concordia – Šparta nepoznat. Vjerojatno je završilo pobjedom Concordia (tada bi i on imao 11 bodova i prestigao Željezničar)
| rezultatska križaljka | VIK | ŽEL | SOK | GRF | ŠPA |
| --------------------- | --- | --- | --- | --- | --- |
| Viktorija             | VIK | 0:4 | 2:0 | 5:0 | 2:0 |
| Željezničar           | 0:3 | ŽEL | 3:1 | 3:3 | 3:0 |
| Sokol                 | 0:2 | 1:6 | SOK | 1:0 | 0:0 |
| Grafičar              | 1:8 | 1:3 | 0:0 | GRF | 2:0 |
| Šparta                | 0:6 | 2:2 | 0:3 | 4:0 | SPA |

### Konačna ljestvica
| mj | naziv kluba | uta | pob | neo | izg | pop | pri | bod |
| -- | ----------- | --- | --- | --- | --- | --- | --- | --- |
| 1. | Viktorija   | 8   | 7   | 0   | 1   | 28  | 5   | 14  |
| 2. | Željezničar | 8   | 5   | 2   | 1   | 24  | 11  | 12  |
| 3. | Sokol       | 8   | 2   | 2   | 4   | 6   | 13  | 6   |
| 4. | Grafičar    | 8   | 1   | 2   | 5   | 7   | 24  | 4   |
| 5. | Šparta      | 8   | 1   | 2   | 5   | 6   | 18  | 4   |

- Prvak Viktorija

## Prvenstvo provincije
Prvak provincije Zagrebačkog nogometnog podsaveza postala je Segesta.